# Аляскинський маламут

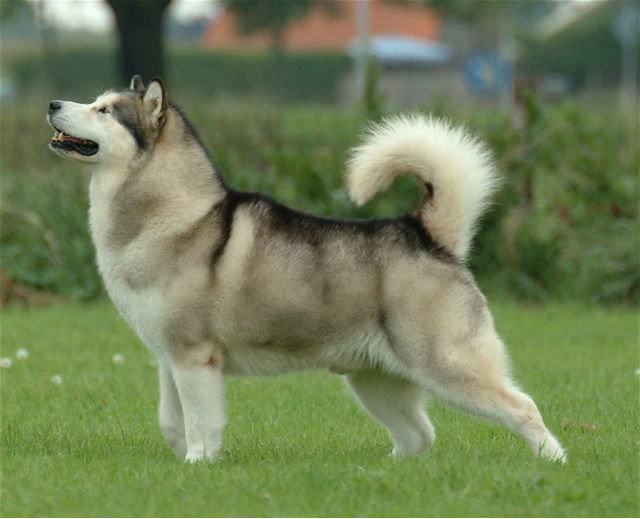
Аляскинський маламут

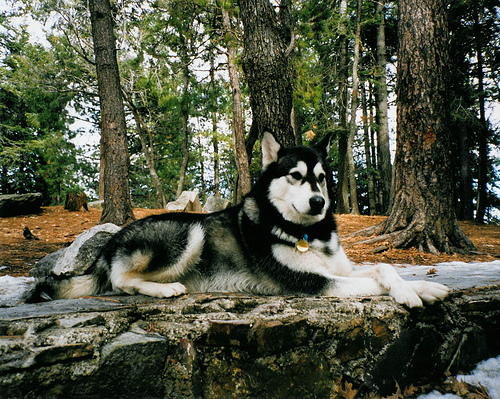
Аляскинський маламут

Аля́скинський маламу́т — це великий міцний їздовий собака, який походить з Аляски та арктичних районів. Порода отримала свою назву від найменування корінних жителів Аляски — малемутів, які здавна використовували цих собак як основний засіб пересування.

## Характеристика
Аляскинський маламут належить до робочих порід. Їм обов'язково потрібна робота, чи то заняття з їздового спорту, чи то довгі прогулянки. Не рекомендується заводити маламута, якщо ви не зможете надавати йому достатньо багато часу для прогулянок. Хорошою домівкою для такого собаки є приватний будинок з прилеглими ділянками землі — йому завжди буде де розігрітись. Проте потрібно враховувати, що собаки цієї породи відомі як «землерийні машини» — вони можуть за лічені хвилини розрити досить об'ємну яму. Прагнення рити закладено у них в генах, оскільки в минулому вони таким способом знаходили собі їжу — гризунів. Та і сам процес приносить маламутам велике задоволення.
У собак цієї породи є ще одна цікава особливість — вони практично не гавкають.
Маламутів цінять за їх надзвичайно тонкий зв'язок з хазяїном і добродушність. При дресируванні вони швидко засвоюють навички, суть яких розуміють, і легко сприймають команду, яка може виголошуватись з будь-якою інтонацією чи гучністю. Але якщо маламут не бачить сенсу в дії, то створення навички буде досить складним.

## Історія породи

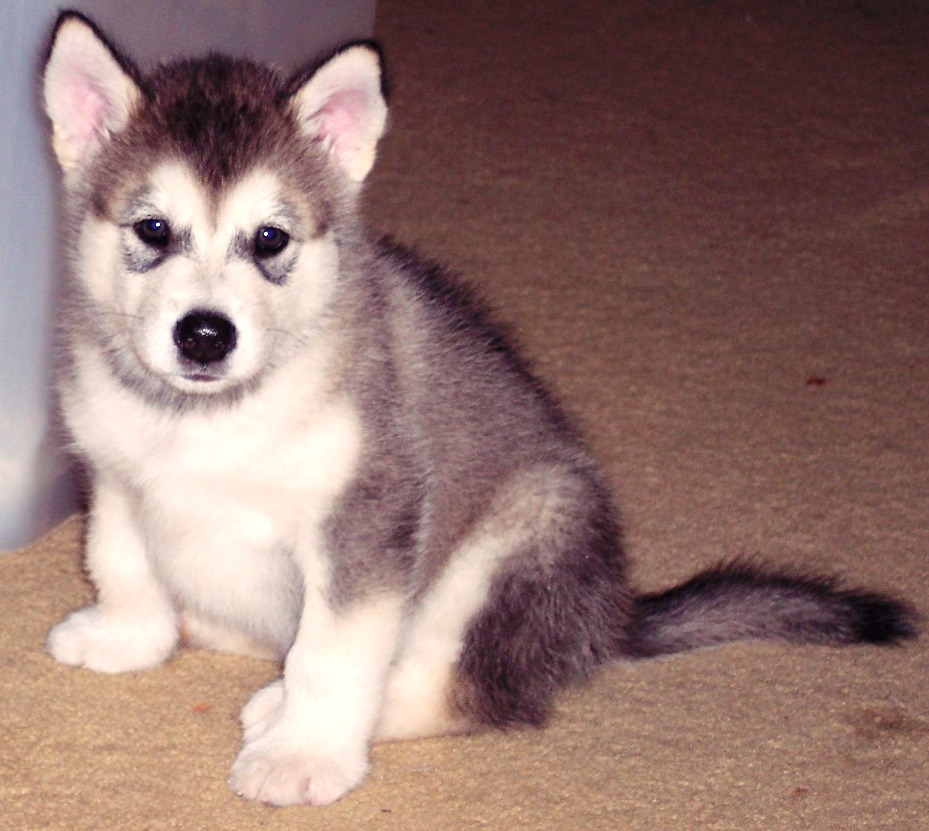
Щеня ал. маламута

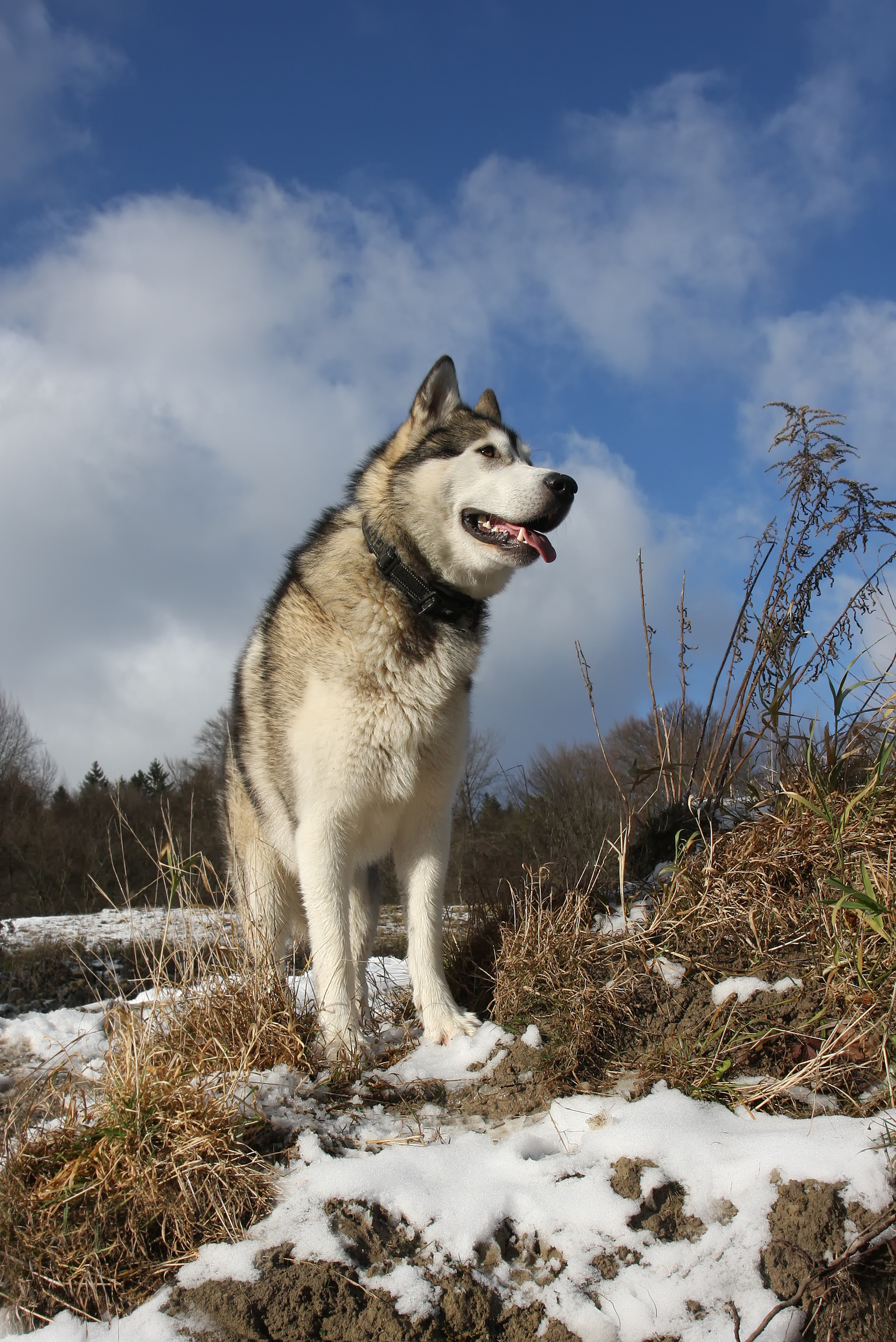
Аляскинский маламут

Аляскинський маламут — один з найстаріших арктичних їздових собак. Своєю назвою порода зобов'язана аляскинському племені малемутів, яке проживало на берегах протоки Коцебу в західній частині Аляски. Це плем'я широко використовувало собак для роботи в упряжці, а також вони допомагали тягти човен.
Золота лихоманка, яка охопила Аляску в другому десятилітті минулого століття, забезпечила великий попит на маламутів. Золотошукачі шукали все нові і нові варіанти схрещування різних собак (у тому числі маламутів), щоб отримати найшвидшу упряжку, тому період з 1909 до 1918 року вважається часом занепаду цієї породи.
З 1926 року розпочалось чистокровне розведення маламутів. У 1935 році аляскинського маламута визнав Американський кеннел-клуб, був виданий стандарт і заснований клуб породи. В породі стали виділяти собак двох типів: «Коцебу» — собаки невеликого зросту з гарними головами, вовчого забарвлення (собаками цієї лінії займались Артур Уолден і подружжя Мілтон та Єва Сілі) та «М'Лут» — великі собаки з дещо простуватими головами, найрізноманітнішого кольору — вовчий, чорно-білий, соболино-білий, блакитний і білий (розведенням собак цієї лінії займався Пол Волкер). За загальноприйнятим правилом, усі зареєстровані собаки повинні вести своє походження від чистокровних собак Коцебу.
За часів Другої світової війни і арктичних експедицій вдячність людей маламутам виявлялась у такій «добрій традиції», як підрив собак або залишення їх помирати з голоду. До 1947 року нараховувалось лише близько 30 зареєстрованих аляскинських маламутів, які вижили. Поступово порода почала відновлюватися. Маламутами зацікавились широкі кола собаківників. Таких собак стали заводити для спорту і як компаньйонів для сім'ї. В кінці 1950-х — початку 1960-х років маламути потрапили до Європи. На сьогоднішній день в США аляскинський маламут входить до 30 найпопулярніших порід.

## Стандарт породи FCI N 243/09.06.1999/GB

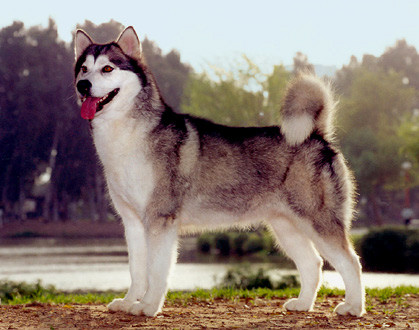
Аляскинський маламут

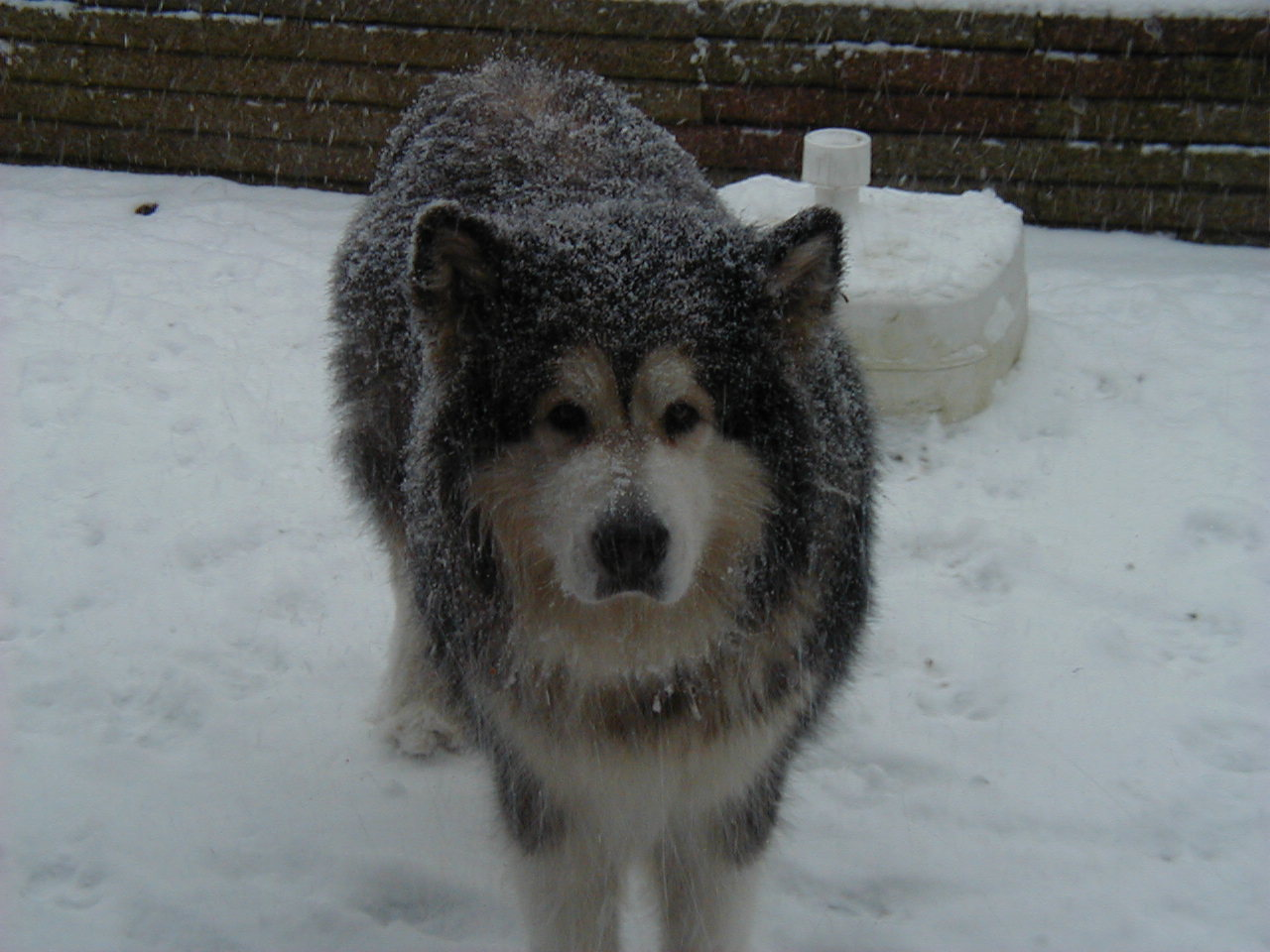
Вкритий снігом маламут

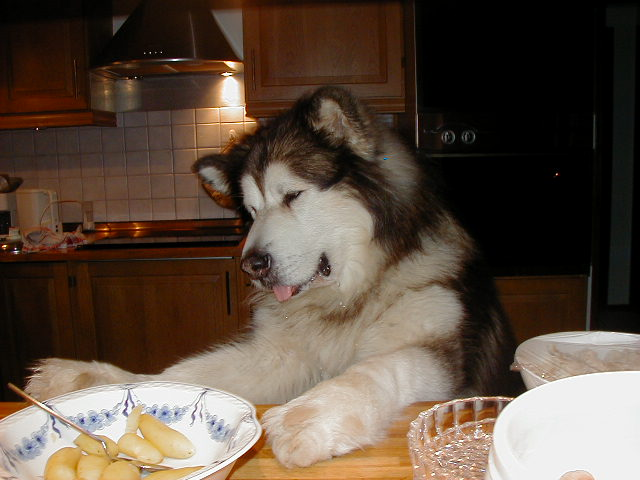
Маламут

Походження — США. Призначення — їздова собака. Класифікація FCI: 5 група — шпіци і примітивні типи собак, 1 секція — північні їздові собаки (243), без робочих дослідів (без перевірки робочих якостей).

### Зовнішній вигляд
Аляскинський маламут — це потужний собака міцної статури, з глибокою грудиною і міцним, компактним, але не занадто коротким тілом, з густим, грубим покривним волоссям достатньої довжини, аби захистити густе, м'який підшерсток товщиною 2,5-5 см, коли собака повністю одягнена. Маламут міцно стоїть на ногах, що надає йому вираз активності і уважної зацікавленості. Голова широка, а вуха у формі клина, а при насторожуванні прямостоячі. Морда товста, лише трохи зменшується по ширині і глибині від початку носа, не гостра і не довга, проте і не тупа. Маламут рухається гордо, з піднятою головою, живий погляд. Характерна риса — плями на голові і морді; або «шапочка» на голові при одноколірному (звичайно сірувато-білому) забарвленні решти частини голови, або маска на морді. Нерідко поєднання й того, й іншого. Хвіст опущений або піднятий над спиною, по формі не лисий і не туго закручений в кільце.
Маламути бувають різного забарвлення, але, як правило, частіше вовчого або чорного з білим. Лапи собак — типу «снігоходи», міцні та глибокі, з добре опущеними подушечками, виглядають компактними і сильними. Передні ноги прямі, кістки великі. Задні ноги широкі і міцні; прибулих пальців немає. Спина пряма, дещо полога від загривку до крупи. Поперек не повинен бути ані коротким, ані негнучким, щоб не заважати легкому і невтомному рухові. Структура тіла виказує витривалість, вираз морди розумний. Розміщення очей надає дещо вовчого виразу, але разом з тим м'який і приязний.
Важливі співвідношення: глибина грудної клітки становить приблизно половину від висоти в загривку, найглибша точка знаходиться одразу за передніми кінцівками.
Довжина тулуба у вимірі від точки плечового суглоба до сідничного бугра більша, ніж висота в загривку.

### Темперамент
Аляскинський маламут — лагідний, дружний, добродушний собака, який значно прив'язується, проте це не «собака одного хазяїна». Він вірний відданий компаньйон, досить грайливий, якщо його заохотити, але дорослий собака вражає відчуттям власної гідності. Поступливість і відданість поєднуються у дорослої собаки з зовнішнім виглядом, який викликає відчуття поваги.

### Голова
Доволі широка і міцна, але не груба і неповоротка, пропорційна розміру собаки. Вираз м'який, вказує на дружній характер.

### Черепна частина
Череп: Широкий, помірно округлий між вухами, постійно звужується і сплющується до очей, закруглюється до щік. Між очима проходить невелика борозна. Верхня лінія чола і спинка носа в місці їх з'єднання лише дещо відхиляються донизу від прямої лінії.

### Лицьова частина
Ніс: При всіх забарвленнях, за винятком рудого, ніс, губи і облямівка очей мають чорну пігментацію. У рудих собак дозволяється коричнева пігментація. «Сніжний ніс», поцяткований світлішими прожилками, також допускається.
Морда: Велика і об'ємна, пропорційна розміру черепа, дещо звужується по ширині і глибині від черепа до мочки носа.
Губи: Міцно прилягають.
Зуби: Щелепи широкі з великими зубами. При змиканні ножицеподібний прикус. Перекус або недокус вважаються дефектом.
Щоки: Помірно пласкі.
Очі: Мигдалеподібні, середнього розміру, поставлені косо. Блакитні очі — дискваліфікуюча вада.
Вуха: Середніх розмірів, невеликі порівняно з головою. Вуха трикутної форми, трохи закруглені на кінцях. Широко поставлені, розміщені на задній частині закінчення черепу на одній лінії з зовнішнім кутом очей так, що кінчики вух направлені в боки при насторожуванні. Стоячі вуха направлені трохи вперед, але коли собака працює, вуха часто бувають закладені назад. Високо розміщені вуха є недоліком.

### Шия
Сильна, дещо вигнута.

### Тулуб
Компактний складений, але не короткий. Без зайвої ваги, кістяк пропорційний до розміру.
Спина: Пряма, дещо полога до крижів.
Поперек: Міцний і мускулистий. Довгий поперек, який послаблює спину, вважається недоліком.
Грудна клітка: Добре розвинута.

### Хвіст
Середньо посаджений, продовжує лінію спини від основи. Коли собака не працює, піднятий над спиною. Хвіст не торкається кінчиком спини і не закручується на спину, не коротко опущений, як лисячий хвіст.

### Кінцівки
Передні кінцівки: З сильним кістяком і мускулатурою.
Лопатки: Помірно нахилені.
П'ясті: Короткі, сильні, дещо нахилені при погляді з боку.
Задні кінцівки: Широкі. При погляді ззаду в стійці і при русі розміщені вздовж однієї лінії з передніми ногами, не занадто вузько і не занадто широко. Зародки п'ятого пальця на задніх ногах небажані і повинні бути видалені у щеняти одразу після народження.
Стегна: Міцні, з добре розвинутою мускулатурою.
Коліна: Помірно виражені.
Стрибальні суглоби: Щільно прилеглі.
Лапи: Типу «снігоступи», щільні і сильні, з добре розвинутими подушечками, що забезпечують зведення і щільність лапи. Лапи великі, пальці щільно стулені і зведені. Між пальцями росте захисна шерсть. Подушечки товсті і пружні. Кігті короткі і тривкі.
Рухи: Рухи маламута спокійні, врівноважені і сильні. Він спритний, не дивлячись на його розмір і формат. При погляді з боку видно, що поштовхова сила знаходиться в міцних задніх кінцівках, котрі передають рух через мускулистий поперек переднім кінцівкам. Передні врівноважують поштовхову силу задніх кінцівок плавністю і широким кроком. При погляді спереду або ззаду кінцівки рухаються вздовж лінії не занадто близько і не занадто широко один до одного. При русі швидкою риссю лапи будуть ставитись на лінії, що проходить безпосередньо під поздовжньою центральною віссю тіла. Ходульний алюр або будь-який інший вид руху, який недостатньо продуктивний і невтомний, повинен штрафуватись.

### Шерсть
У маламута густий грубий покривний волос, не недовгий і не м'який. Покривне волосся різниться по довжині разом з підшерстям. Шерстяне покриття варіюється від короткого до середнього здовж тулуба, його довжина збільшується навколо плечей і шиї, опускаючись на спину, крижі, а також на штанях і підвішуванні хвоста. Звичайно в літні місяці шерстяне покриття у маламутів коротше і менш щільне. Маламути виставляються в природному вигляді. Стрижка не допускається, за виключенням лап, котрі повинні бути охайними.

### Забарвлення
Забарвлення може варіюватись від світло-сірого через проміжні відтінки до чорного, може бути соболиний або від відтінків соболиного до рудого. Поєднання забарвлення допускається в підшерсті, відмітинах та на штанях. Єдино допустимий однотонний колір — білий. Білий колір завжди домінує в нижній частині корпусу, частково в кінцівках, лапах і голові. Відмітина на лобі та (або) комірці або пляма на задній частині шиї дуже привабливі і допускаються. Не бажаним є нерівномірно розташований або переривчастий по корпусу колір.

### Розмір і вага
Висота в загривку: існують природні коливання за розміром в породі.
Бажані співвідношення: Пси: 63,5 см в загривку і 38 кг (25 дюймів, 85 фунтів).
Суки: 58,5 см в загривку і 34 кг (23 дюйма, 75 фунтів).
Тим не менше, розмір не повинен розглядатись у відриві від типу, пропорцій, руху та інших функціональних особливостей. Коли оцінюються собаки рівні за типом, пропорціям і рухами, перевага надаються собаці, яка має розміри найбільш близькі до бажаних.

### Недоліки
Будь-які свідчення про нездорові ноги та лапи, клишавість, прямі плечі, погані кути, ходульний рух, занадто довгі кінцівки, субтильність, незграбність, легкий кістяк і погані пропорції в цілому.

### Дискваліфікуючі ознаки
Блакитні очі.
N.B.: Пси повинні мати два повноцінні сім'яники, повністю опущені в мошонку.

## Дослідження
Дослідники з Вашингтонського університету залучили живу собаку породи аляскинський маламут для навчання системи штучного інтелекту собачому образу мислення і поведінки. Вчені закріпили на лапах, тулубі і хвості свого чотириногого помічника кілька датчиків. Ці датчики записують всі рухи собаки в той час, як вона веде свій звичайний спосіб життя. А камера, прикріплена на голові, записує все, що бачить собака. Протягом декількох тижнів вчені зібрали понад 24 тисяч записів бази даних, супроводжуваних кадрами відео, які мають відношення до деяких особливостей рухів тіла собаки. Після ця база даних була використана для початкового навчання системи штучного інтелекту, яка знайшла деякі особливості собачої поведінки і реакції на різні види подразників.

## Кінострічки
- Фільм «Білий полон» 2006
- Фільм «Щось» 1982